# Sigrid Vanden Bempt
Sigrid Vanden Bempt, née le 18 février 1981 à Veltem-Beisem, est une athlète belge, spécialiste des courses de steeple.

## Carrière
Sigrid Vanden Bempt est médaillée de bronze du 3 000 mètres steeple aux Championnats d'Europe espoirs d'athlétisme 2001 ainsi qu'aux Championnats d'Europe espoirs d'athlétisme 2003.